# アイリーン・キャニー
アイリーン・キャニー（Eileen Canney、1985年1月22日 - ）は、アメリカ合衆国カリフォルニア州パラダイスバレー出身の女子ソフトボール選手（投手）。ソフトボールアメリカ代表。

## 経歴
ノースウェスタン大学（ノースウェスタン・ワイルドキャッツ）卒業。日本リーグ1部のデンソーに所属していた。